# Hockey sobre césped en los Juegos Centroamericanos y del Caribe
La competición de hockey sobre césped en los Juegos Centroamericanos y del Caribe es un torneo internacional de hockey sobre césped organizado por la ODECABE como parte de los Juegos Centroamericanos y del Caribe. La modalidad masculina fue introducida en 1982, y la modalidad femenina se realizó por primera vez en 1986.
El equipo ganador se clasifica a la siguiente edición de los Juegos Panamericanos.

## Torneos masculinos

### Resultados
| 1982 Detalles | La Habana, Cuba                     | Cuba              | 3–1                         | México            | Barbados              | 0–0 (21–20) tanda de penaltis | Trinidad y Tobago     |
| 1986 Detalles | Santiago, República Dominicana      | Cuba              | 2–1                         | México            | Trinidad y Tobago     | 2–0                           | Barbados              |
| 1990 Detalles | México D.F., México                 | Cuba              | ?–?                         | Venezuela         | México                | ?–?                           | Trinidad y Tobago     |
| 1993 Detalles | Ponce, Puerto Rico                  | Cuba              | ?–?                         | Trinidad y Tobago | México                | ?–?                           | Barbados              |
| 1998 Detalles | Caracas, Venezuela                  | Cuba              | 2–0                         | México            | Trinidad y Tobago     | 0–0 (?–?) tanda de penaltis   | Barbados              |
| 2002 Detalles | Puerto Rico                         | Trinidad y Tobago | 3–2                         | Barbados          | México                | 2–1                           | Venezuela             |
| 2006 Detalles | Santo Domingo, República Dominicana | Cuba              | 2–2 (4–3) tanda de penaltis | Trinidad y Tobago | Antillas Neerlandesas | 4–3 (ts)                      | México                |
| 2010 Detalles | Mayagüez, Puerto Rico               | México            | 3–2                         | Trinidad y Tobago | Barbados              | 3–0                           | Antillas Neerlandesas |
| 2014 Detalles | Veracruz, México                    | Cuba              | 5–1                         | Trinidad y Tobago | México                | 1–1 (5–4) tanda de penaltis   | Barbados              |
| 2018 Detalles | Barranquilla, Colombia              | Cuba              | 2–0                         | México            | Trinidad y Tobago     | 5–0                           | Guyana                |
| 2023 Detalles | San Salvador, El Salvador           |                   |                             |                   |                       |                               |                       |

### Palmarés
| Equipo                | Campeón                                            | Subcampeón                 | Tercer puesto              | Cuarto puesto              |
| --------------------- | -------------------------------------------------- | -------------------------- | -------------------------- | -------------------------- |
| Cuba                  | 8 (1982, 1986, 1990, 1993, 1998, 2006, 2014, 2018) |                            |                            |                            |
| México                | 1 (2010)                                           | 4 (1982, 1986, 1998, 2018) | 4 (1990, 1993, 2002, 2014) | 1 (2006)                   |
| Trinidad y Tobago     | 1 (2002)                                           | 4 (1993, 2006, 2010, 2014) | 3 (1986, 1998, 2018)       | 2 (1982, 1990)             |
| Barbados              |                                                    | 1 (2002)                   | 2 (1982, 2010)             | 4 (1986, 1993, 1998, 2014) |
| Venezuela             |                                                    | 1 (1990)                   |                            |                            |
| Antillas Neerlandesas |                                                    |                            | 1 (2006)                   | 1 (2010)                   |
| Guyana                |                                                    |                            |                            | 1 (2018)                   |

## Torneos femeninos

### Resultados
| 1986 Detalles | Santiago, República Dominicana      | Trinidad y Tobago | 1–0                         | Jamaica               | Barbados          | 2–0 | México               |
| 1990 Detalles | México D.F., México                 | Jamaica           | ?–?                         | México                | Trinidad y Tobago | ?–? | Cuba                 |
| 1993 Detalles | Ponce, Puerto Rico                  | Cuba              | ?–?                         | Jamaica               | Trinidad y Tobago | ?–? | Barbados             |
| 1998 Detalles | Caracas, Venezuela                  | Cuba              | ?–?                         | México                | Jamaica           | ?–? | Barbados             |
| 2002 Detalles | Puerto Rico                         | Trinidad y Tobago | 3–1                         | Jamaica               | Barbados          | 6–1 | México               |
| 2006 Detalles | Santo Domingo, República Dominicana | Cuba              | 3–2                         | Antillas Neerlandesas | Barbados          | 4–2 | Trinidad y Tobago    |
| 2010 Detalles | Mayagüez, Puerto Rico               | Trinidad y Tobago | 4–0                         | México                | Barbados          | 3–1 | República Dominicana |
| 2014 Detalles | Veracruz, México                    | Cuba              | 3–3 (4–3) tanda de penaltis | República Dominicana  | México            | 2–1 | Trinidad y Tobago    |
| 2018 Detalles | Barranquilla, Colombia              | Cuba              | 1–0                         | México                | Trinidad y Tobago | 2–0 | Barbados             |
| 2023 Detalles | San Salvador, El Salvador           |                   |                             |                       |                   |     |                      |

### Palmarés
| Equipo                | Campeón                          | Subcampeón                 | Tercer puesto              | Cuarto puesto        |
| --------------------- | -------------------------------- | -------------------------- | -------------------------- | -------------------- |
| Cuba                  | 5 (1993, 1998, 2006, 2014, 2018) |                            |                            | 1 (1990)             |
| Trinidad y Tobago     | 3 (1986, 2002, 2010)             |                            | 3 (1990, 1993, 2018)       | 2 (2006, 2014)       |
| Jamaica               | 1 (2010)                         | 3 (1986, 1993, 2002)       | 1 (1998)                   |                      |
| México                |                                  | 4 (1990, 1998, 2010, 2018) | 1 (2014)                   | 2 (1986, 2002)       |
| República Dominicana  |                                  | 1 (2014)                   |                            | 1 (2010)             |
| Antillas Neerlandesas |                                  | 1 (2006)                   |                            |                      |
| Barbados              |                                  |                            | 4 (1986, 2002, 2006, 2010) | 3 (1993, 1998, 2018) |